# کوانتوم بیبی
کوانتوم بیبی (به انگلیسی: Quantum Baby) (با نام نی نی/فرشته بخش دوم – کوانتوم بیبی نیز شناخته می‌شود) هفتمین آلبوم استودیویی از خوانندهٔ آمریکایی تیناشی می‌باشد که در ۱۶ اوت سال ۲۰۲۴ از سوی ناشر مستقل وی تیناشی موزیک و نایس لایف رکوردینگ کامپنی منتشر گردید.